# 塘沽支线
塘沽支线，又称进港一线，是津山铁路位于天津市滨海新区塘沽的一条铁路支线，长约5km，从塘沽站引出，经过塘沽南站到达三百吨站。曾用于“塘沽短儿”（塘沽南-天津的铁路列车）的客运业务，亦用于天津港的货物运输。现已永久停运，并配合地铁文化街站主体工程完成拆除作业。

## 历史
最初，津山铁路在塘沽南站（原塘沽站）后即弯向北，向北塘站方向行驶。1943年，侵华日军将本线路截弯取直，拆除原来弯道并修建港口，使得原来往塘沽南站的铁路改为塘沽支线，作为进出港口运送货物用。

## 使用状况
本线路曾经开行塘沽区至天津城区的“塘沽短儿”短途市郊列车，但在2004年后被客运专线、动车组列车和津滨轻轨9号线取代，故目前本线路上并无客运业务，只作为货运铁路连接天津市区与天津港。

### “塘沽短儿”
“塘沽短儿”指塘沽区至天津市区的市郊短途旅客列车，已于2004年10月停运。
最初，这个市郊列车路线开行的目的主要是为天津港务局、天津航道局、天碱和海洋石油的职员，以及从塘沽区到市内上班的居民提供通勤，后来还有周末前往塘沽区游玩的市民；同时，这趟列车在数十年间一直是来往塘沽区和天津市区间的唯一方式；所以，这趟列车的客流量非常大。
1980年时，“塘沽短儿”每天只有早上8时和下午4时的两个班次，后来增加到每天来回4趟。这趟列车一般有14节车厢，而且是特制的“大拉门”，即车门设在车厢的中间，而不像一般客车车厢位于两侧；车厢内只有靠墙壁的两排木质座位，以便为站立的乘客留出最大的空间；另外，车厢内并没有空调或暖气。即使有上述的改进，每趟列车依然非常拥挤。
“塘沽短儿”中途停靠塘沽、军粮城、张贵庄等站，全程大约1小时；最初，这个车次的终点站位于天津港内的三百吨站，后来在1998年改为塘沽南站。全程车费共4.5元，而且车票至停运时依然为传统的硬纸板车票。
在“塘沽短儿”停运后，曾出现过从天津站到泰达站的、有神州號NZJ2型柴油動車組担当的市郊列车，后来也被京津城际铁路和津滨轻轨9号线取代。

### 拆除计划
2022年12月，天津市规划和自然资源局公示B1线文化街站设计方案，根据该方案，将对铁路进港一线及新华路立交桥进行拆除以腾出主体建设空间。北京局集团表示需为此迁建折返段，2024年已择址开工。随着折返段11月初迁至进港二线，11月中旬进港一线已完成拆除作业（塘沽南站保留站房及一面站台作为不可移动文物，将改造为爱国主义教育基地），新华路立交桥2025年1月拆除完成。